# Цифровая промежуточная копия
Цифровая промежуточная копия, цифрово́й интерме́диэйт (англ. Digital intermediate) — современная цифровая технология кинопроизводства, позволяющая обходиться без киноплёнки и контратипирования на промежуточных стадиях. Основана на сканировании оригинального кинонегатива сканером киноплёнки и дальнейшей работе с цифровой копией исходных материалов. Название Digital Intermediate употребляется также применительно к промежуточной цифровой копии изображения, используемой при такой технологии, и заменяющей мастер-позитив.

## Особенности
Технология Digital Intermediate пришла на смену традиционной «оптической» в конце 1990-х годов и позволила значительно повысить качество изображения, поскольку не требует печати многочисленных промежуточных копий, а также предполагает единственный «прогон» оригинального негатива через сканер, сводя его повреждения к минимуму. Впервые такой процесс стал возможным в 1992 году с началом выпуска компанией Kodak сканеров и фильм-рекордеров. Однако тогда цифровая обработка выполняла вспомогательную роль, предполагая привычный физический монтаж негатива на основе цифрового, и последующее сканирование склеенного фильма целиком для цифровой коррекции и вывода. В настоящее время оригинальный негатив остаётся нетронутым, проходя через сканер единственный раз. 
Технология Digital Intermediate состоит из четырёх основных стадий:
1. Сканирование отснятого и проявленного негатива на киноплёнке;
2. Монтаж, цветокоррекция и редактирование оцифрованного материала на компьютере;
3. Вывод полученной мастер-копии на киноплёнку в виде дубльнегатива;
4. Контактная печать фильмокопий с дубльнегатива кинокопировальным аппаратом.

В большинстве случаев окончательный монтаж осуществляется по результатам предварительного, сделанного на основе материалов видеоконтроля. После предварительного монтажа осуществляется сканирование отобранных дублей с киноплёнки, а окончательный монтаж и цветокоррекция производятся в промежуточных файлах, являющихся цифровой копией киноплёнки. Все промежуточные операции, в том числе изготовление фонограммы, происходят при помощи компьютера без печати рабочего позитива, контратипов и негатива фонограммы. Вывод дубльнегатива, предназначенного для массовой печати прокатных плёночных фильмокопий, происходит с цифровой мастер-копии, получаемой в компьютере. 
Такая технология полностью исключает применение киноплёнки во всех промежуточных операциях по изготовлению фильма. Кроме того, мастер-копия пригодна не только для вывода на киноплёнку, но после соответствующего преобразования может быть использована и для демонстрации цифровым кинопроектором, мастеринга оптических видеодисков и показа по телевидению без использования оптоэлектронного преобразования. 
Главное отличие используемых в технологии промежуточных файлов от обычного видео заключается в использовании кинематографических стандартов разрешающей способности изображения (чаще всего — 2К) и его хранение в несжатом виде. При работе по технологии Digital Intermediate не используются стандарты телевидения высокой четкости и компрессия видеоданных. Каждый кадр изображения сохраняется в стандарте TIFF. Такие файлы занимают большое дисковое пространство, но позволяют получать изображение кинематографического качества. Для хранения цифровой промежуточной копии художественного фильма средней продолжительности требуется 3—4 терабайта дискового пространства.

## Достоинства
Кроме уже перечисленных, главными достоинствами технологии стали возможность точной цветокоррекции и лёгкость стыковки изображения с киноплёнки и компьютерной анимации, которая стала быстрыми темпами внедряться в кинематограф. В отличие от «оптической» технологии, в которой выравнивание изображения по плотности и цветопередаче происходит при промежуточной печати с помощью светового паспорта, цифровая технология позволяет производить эти же операции в компьютере с более высокой точностью покадрово, обходясь без дополнительного прогона негатива через кинокопировальный аппарат. Более того, стала возможна коррекция отдельных областей кадра, например, неба или участков кожи, с возможностью подгонки их плотности и оттенков к задуманным.
Механические дефекты негатива, ранее неустранимые и зачастую приводившие к выбраковке целых дублей, при цифровой технологии могут быть легко удалены.
Ещё одним достоинством Digital Intermediate стала возможность более гибкого использования формата исходного негатива, печать с которого не производится вообще. Перевод из одного формата в другой теперь не требует сложной оптической печати, в большинстве случаев приводящей к снижению качества изображения. Это привело к росту популярности производственных форматов негатива, более экономичных и обладающих повышенной информационной ёмкостью.
Изготовление титров также стало проще. Теперь титры, которые при оптической технологии рисовались или изготавливались специальным шрифтовым приспособлением, генерируются компьютером и могут быть наложены на любое изображение, без использования комбинированных съёмок в несколько экспозиций или трюковой печати. Упростилось использование монтажных переходов, таких как «наплыв», «шторка» и «затемнение», требовавших ранее сложных киносъёмочных аппаратов с изменяемым углом раскрытия обтюратора или специальных приёмов печати.
Возможность цифровой обработки изображения упростила технологию комбинированных съёмок. На смену сложным приёмам блуждающей маски, рирпроекции и фронтпроекции пришла более удобная технология «хромакей» (англ. Chroma Key), позаимствованная у телевидения. Фактически, цифровая технология избавляет от необходимости содержать целое производство, основанное на сложных и дорогостоящих процессах печати и обработки промежуточных киноплёнок.
Появление цифровых кинокамер позволило снимать изображение кинематографического качества без киноплёнки, но технология Digital Intermediate позволяет легко стыковать полностью цифровое и плёночное изображения, позволяя использовать наиболее удобную технику для съёмки разных сцен индивидуально.